# Клерво (кантон)
Клерво́ (Klierf) — кантон Люксембургу, в складі округу Дикірх герцогства.

## Адміністративний поділ

### Комуни
Кантон включає в себе 8 комун:
| Комуна     | Площа, км² | Населення, осіб | Рік  | Центр      | Поселення |
| ---------- | ---------- | --------------- | ---- | ---------- | --------- |
| Вейсвампах | 35,25      | 1152            | 2001 | Вейсвампах | 6         |
| Вінкранж   | 113,66     | 3690            | 2008 | Вінкранж   | 22        |
| Клерво     | 25,64      | 2046            | 2010 | Клерво     | 5         |
| Констум    | 14,95      | 328             | 2001 | Констум    | 2         |
| Мюнсгаузен | 25,67      | 817             | 2001 | Мюнсгаузен | 5         |
| Труав'єрж  | 37,86      | 2523            | 2001 | Труав'єрж  | 8         |
| Хейнершейд | 34,30      | 1199            | 2010 | Хейнершейд | 6         |
| Хозінген   | 45,28      | 1477            | 2001 | Хозінген   | 7         |

### Населені пункти

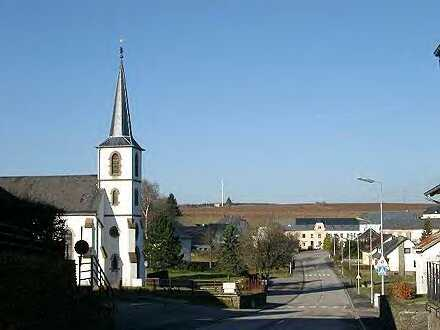
Бінсфельд

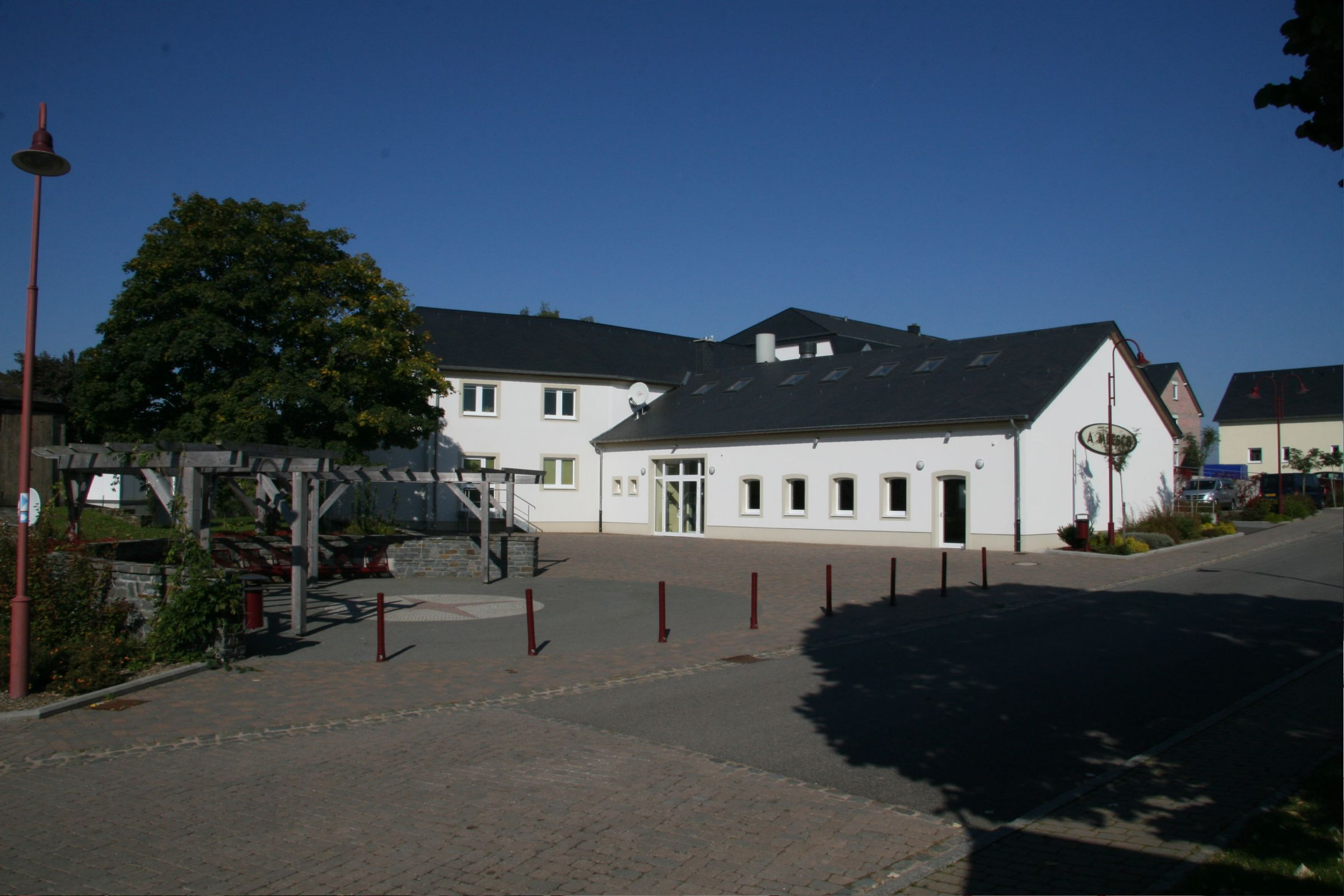
Вальхаусен

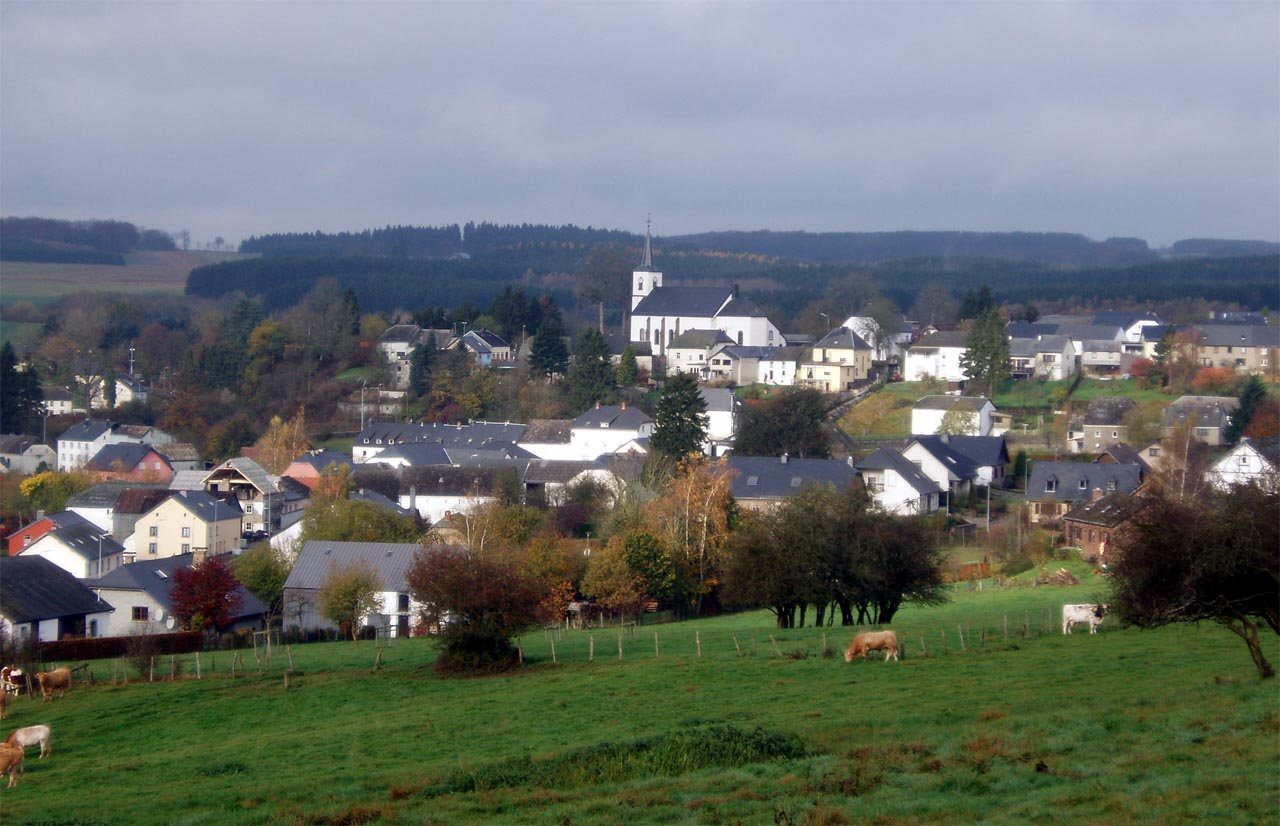
Вейсвампах

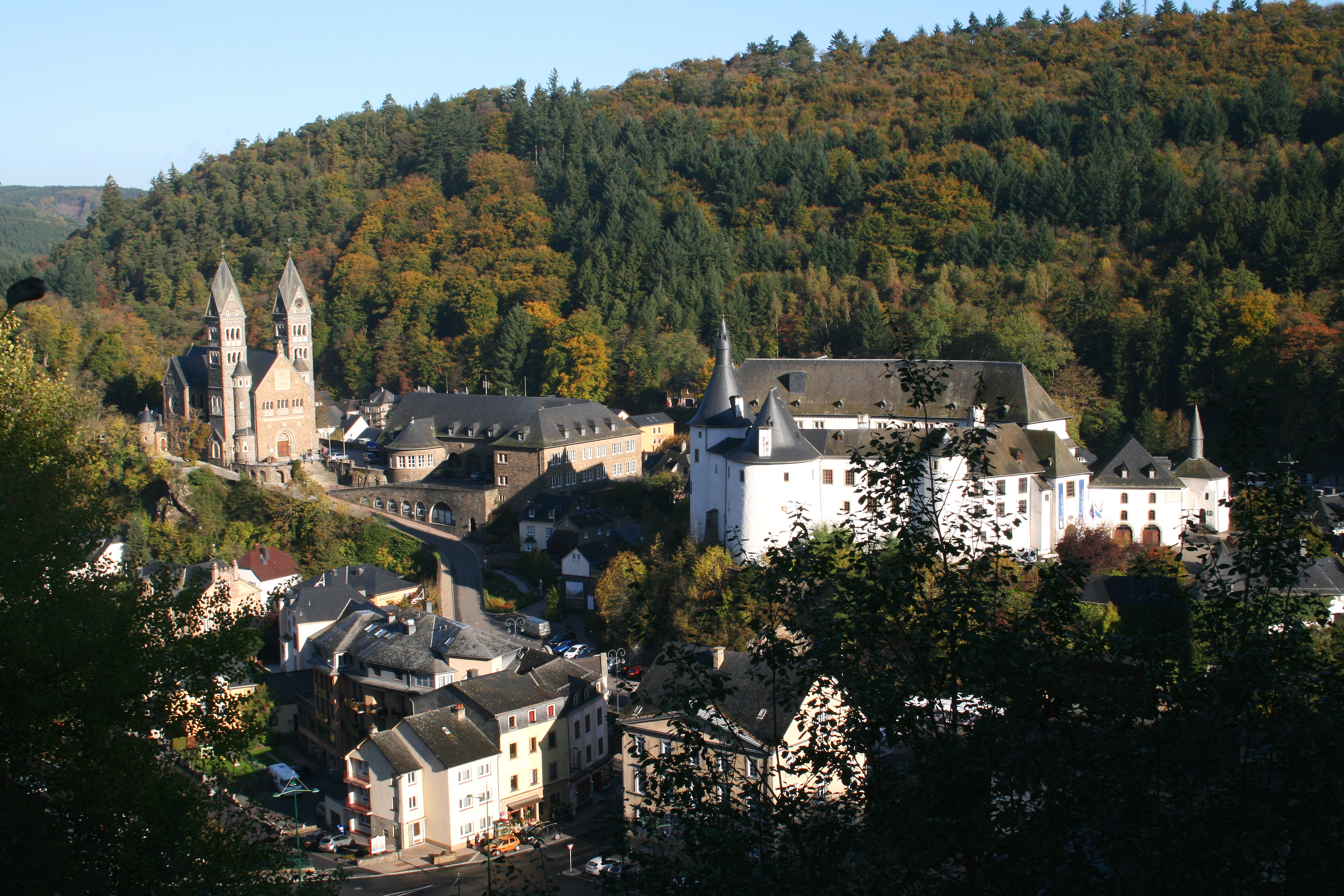
Клерво

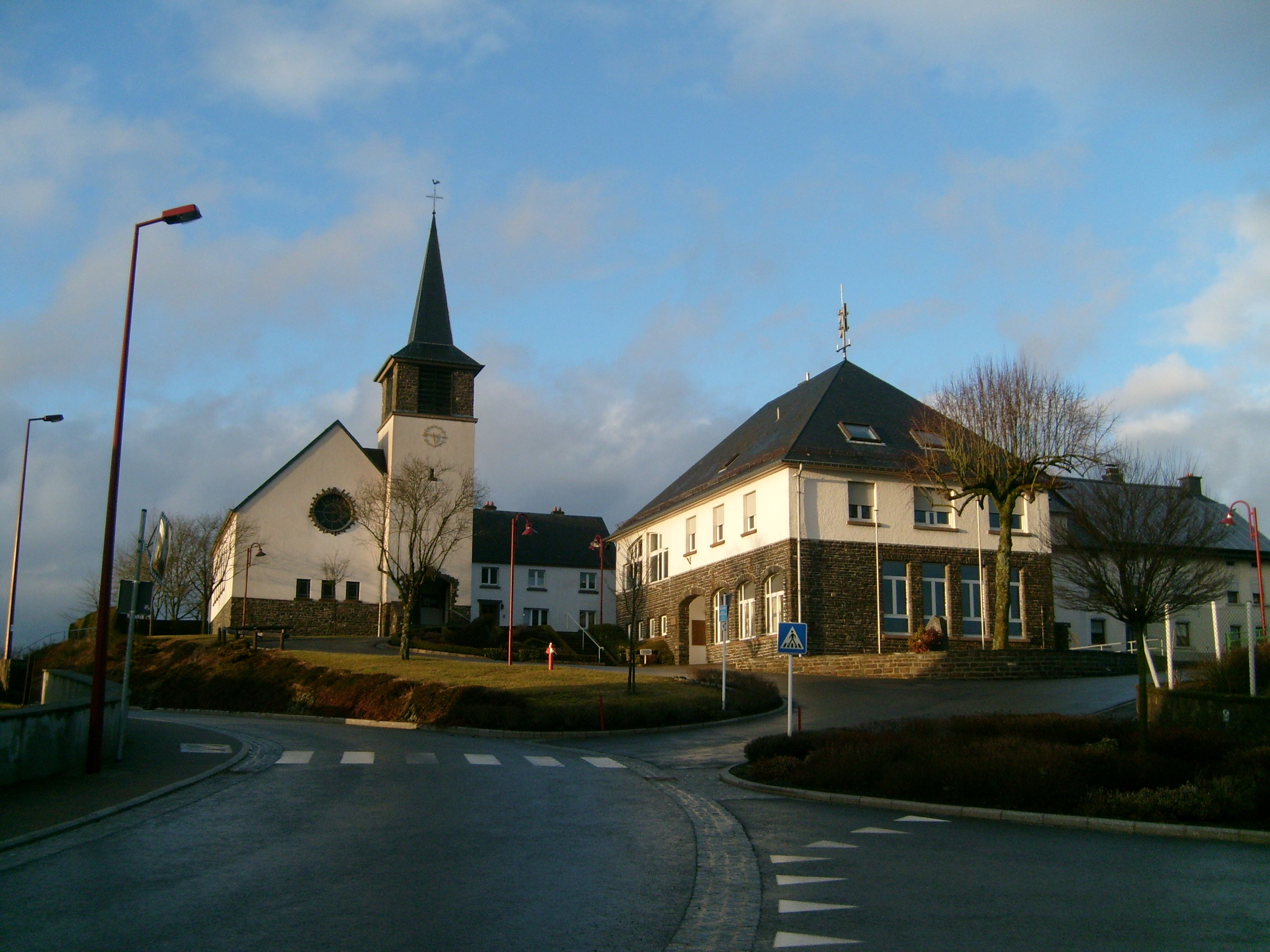
Констум

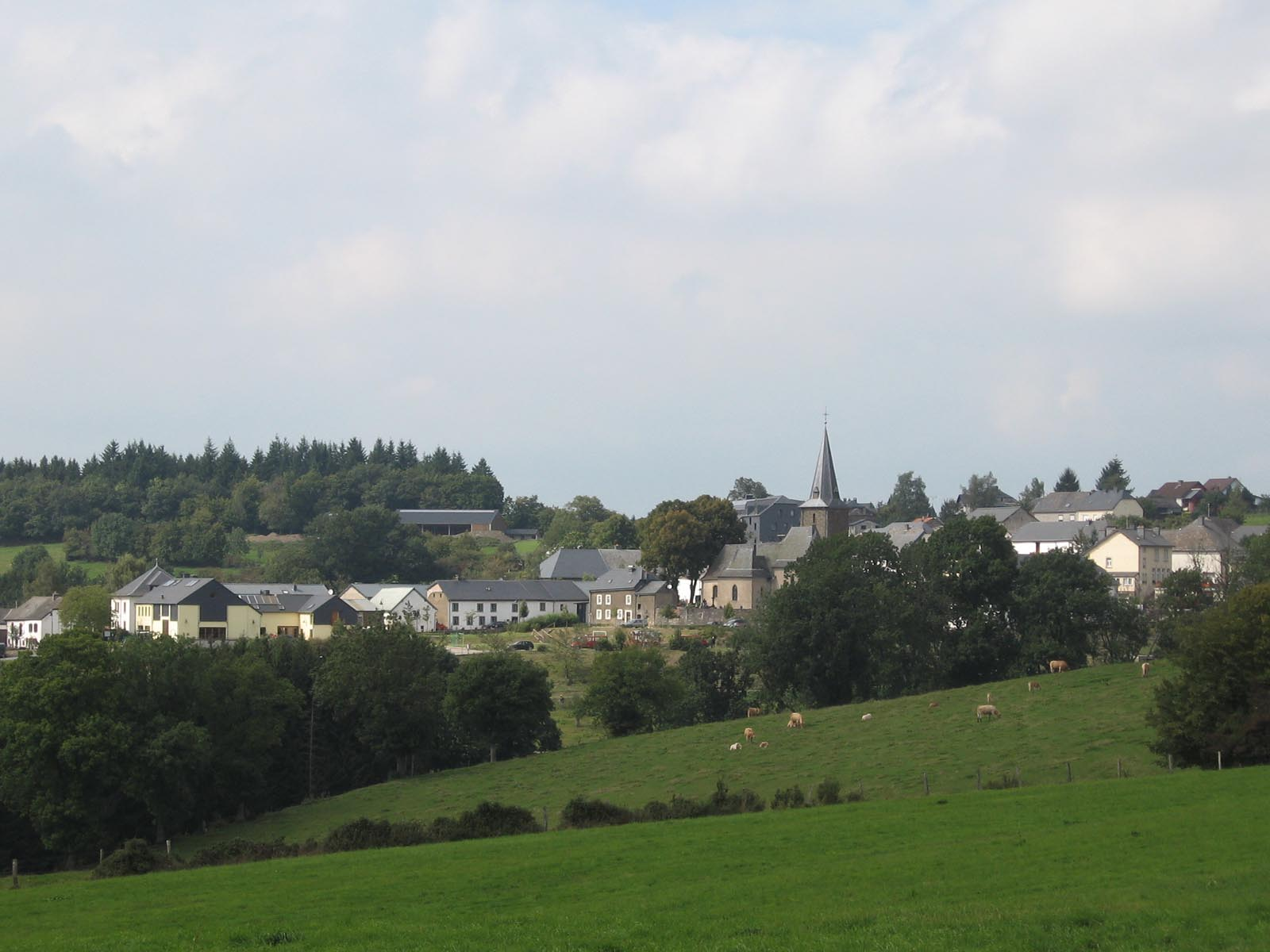
Мюнсгаузен

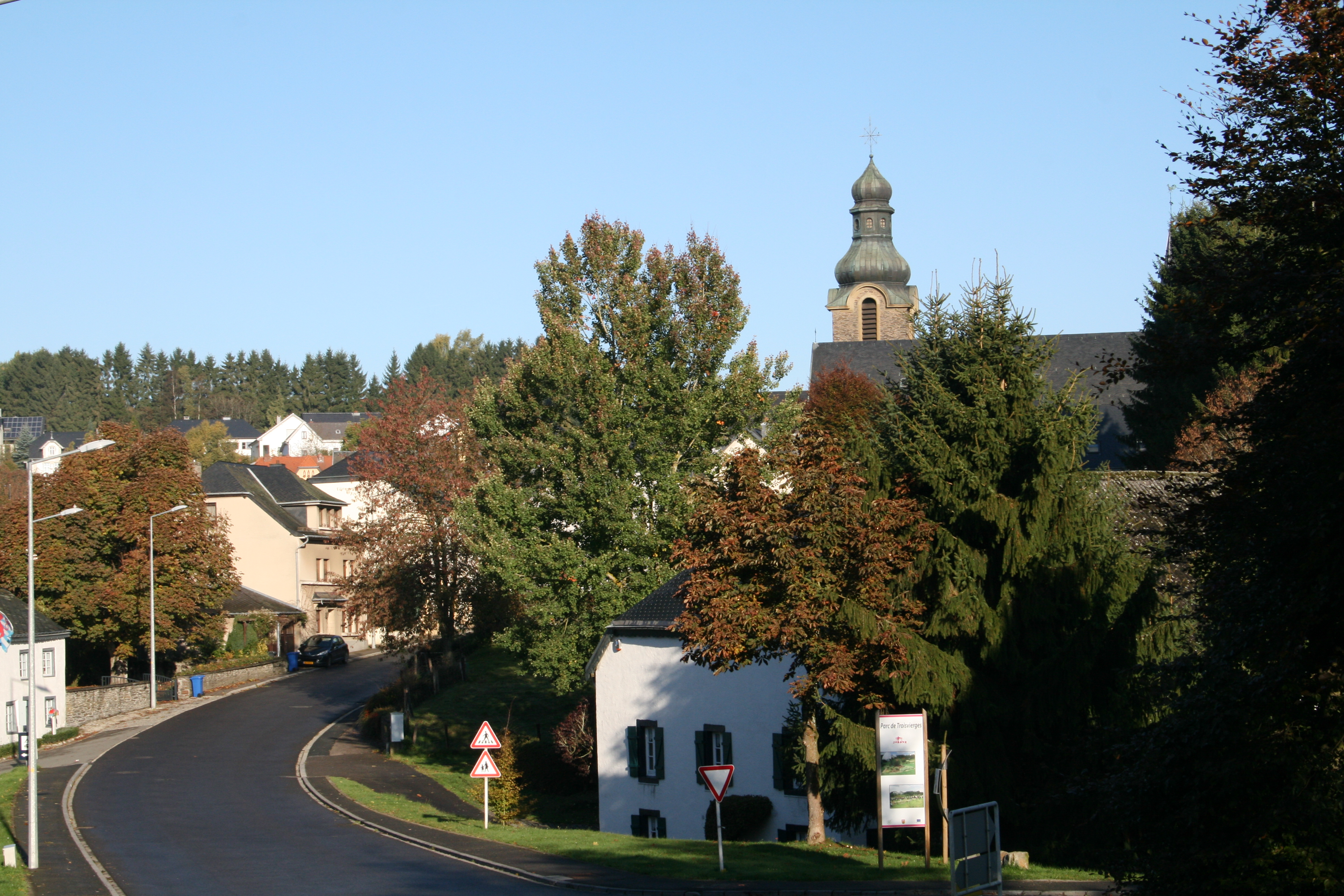
Труав'єрж

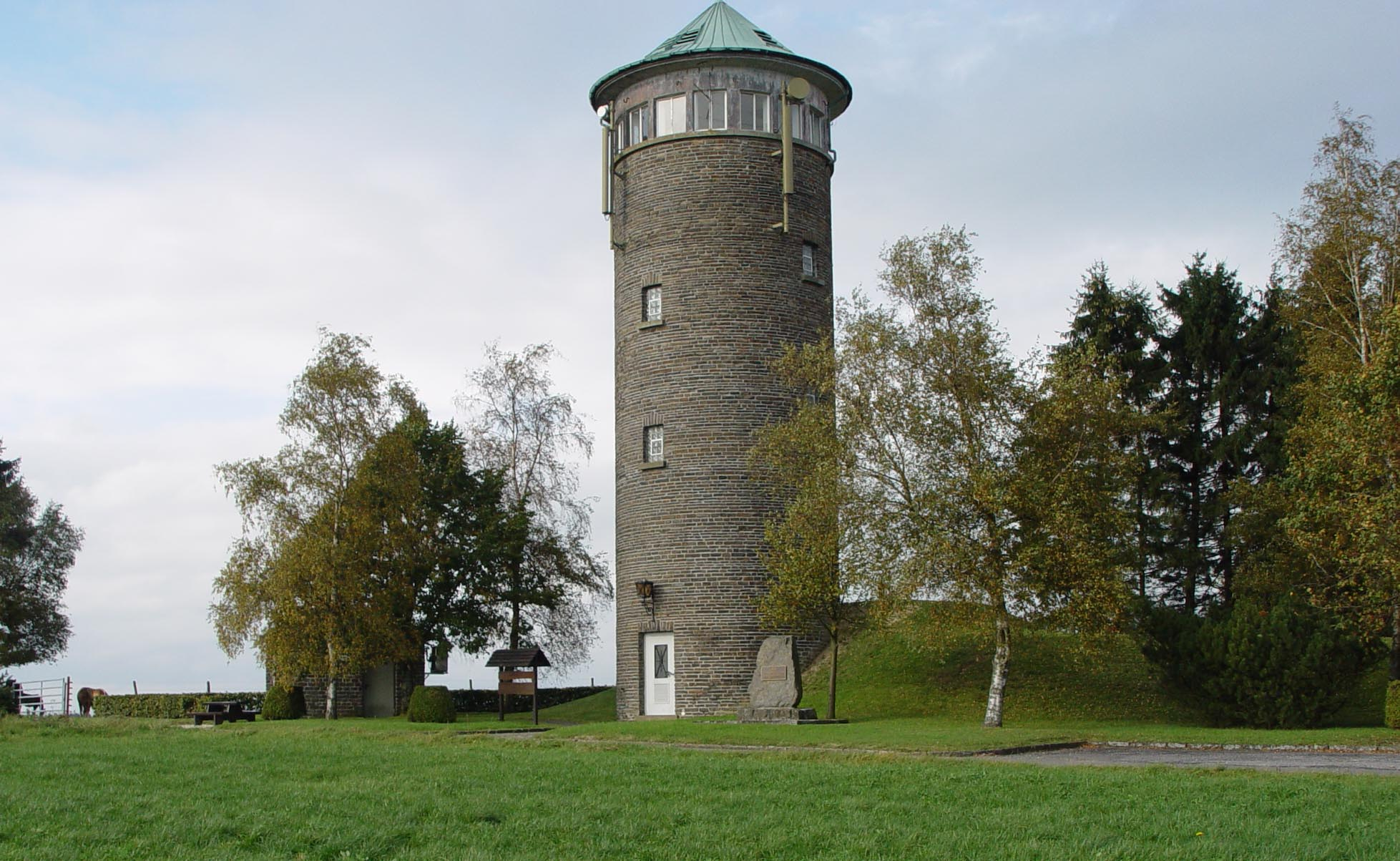
Хюльданж

Нижче подано всі населені пункти кантону за комунами:
- Комуна Вейсвампах
  - Бейлер
  - Бінсфельд
  - Брейдфельд
  - Вейсвампах
  - Лейтум
  - Холлер
- Комуна Вінкранж
  - Аллерборн
  - Ассельборн
  - Беванж-Клерво
  - Боксхорн
  - Брахтенбах
  - Вейлер
  - Вінкранж
  - Дейффельт
  - Деренбах
  - Деннанж
  - Кінкфонтен
  - Крендаль
  - Люлланж
  - Нідервампах
  - Обервампах
  - Рюмланж
  - Сассель
  - Стокем
  - Труан
  - Хахівілль
  - Хамівілль
  - Хоффельт
- Комуна Клерво
  - Вейхерданж
  - Есельборн
  - Клерво
  - Рюлер
  - Урспельт
- Комуна Констум
  - Констум
  - Хользтум
- Комуна Мюнсгаузен
  - Драуффельт
  - Марнах
  - Мюнсгаузен
  - Родер
  - Сібеналер
- Комуна Труав'єрж
  - Басбеллайн
  - Бівіш
  - Вільверданж
  - Геданж
  - Дрінкланж
  - Обеллайн
  - Труав'єрж
  - Хюльданж
- Комуна Хейнершейд
  - Гріндхаусен
  - Кальборн
  - Лілер
  - Фішбах
  - Хейнершейд
  - Хупперданж
- Комуна Хозінген
  - Бокхольц
  - Вальхаусен
  - Доршейд
  - Ейсенбах
  - Нейдхаусен
  - Родерсхаусен
  - Хозінген

### Найбільші міста
Населені пункти, які мають населення понад 1 тисячу осіб:
| Населений пункт | Населення, осіб | Рік  | Комуна    |
| --------------- | --------------- | ---- | --------- |
| Труав'єрж       | 1365            | 2001 | Труав'єрж |
| Клерво          | 1138            | 2010 | Клерво    |

## Демографія
Динаміка чисельності населення